# Артюгинская
Артюгинская — деревня в Шенкурском районе Архангельской области. Входит в состав муниципального образования «Федорогорское».

## География
Деревня расположена в южной части Архангельской области, в таёжной зоне, в пределах северной части Русской равнины, в 11 километрах на юг от города Шенкурска, на левом берегу реки Шеньга, притока Ваги. Ближайшие населённые пункты: на северо-западе деревня Дмитриевская, на востоке, на противоположенном берегу реки, деревня Юрьевская.
Часовой пояс
Артюгинская, как и вся Архангельская область, находится в часовой зоне МСК (московское время). Смещение применяемого времени относительно UTC составляет +3:00.

## Население
| 2002 | 2010 | 2012 |
| ---- | ---- | ---- |
| 9    | ↘5   | ↘2   |

## История
В «Списке населенных мест Архангельской губернии к 1905 году» деревня Артюшинская (Чертовиха) насчитывает 14 дворов, 62 мужчины и 60 женщин. В административном отношении деревня входила в состав Федоровского сельского общества Великониколаевской волости.
На 1 мая 1922 года в поселении 29 дворов, 61 мужчина и 76 женщин.